# Leonard Holmström
Leonard Pontus Holmström, född den 29 oktober 1840 i Västerstad, Malmöhus län, död den 21 maj 1919 i Lund, var en svensk geolog och folkhögskoleföreståndare. Han var far till bland andra Malin Holmström-Ingers, Tora Vega Holmström och C.T. Holmström.
Holmström blev 1858 student vid Lunds universitet, 1865 filosofie doktor, 1867 docent i geognosi och samma år adjunkt vid Lunds högre allmänna läroverk. Åren 1868–1908 var han föreståndare för folkhögskolan Hvilan, vid vilken han genomförde flera för folkhögskolans utveckling viktiga åtgärder, bland annat införande av praktiska tillämpningsämnen för lantbrukare, anknytning till skolan av en teoretisk lantbrukskurs (vilket gav uppslag till lantmannaskolorna). Åren 1877–1886 var han även lärare i avvägning, fältmätning och ritning vid Alnarps lantbruksinstitut samt 1887–1908 föreståndare även för lantmannaskolan vid Hvilan. Han var medlem av kommittén angående organisationen av rikets lantbruksläroverk (1882–1884) och ledamot av Fysiografiska sällskapet i Lund (från 1871) och Lantbruksakademien (från 1906). Leonard Holmström var från 1871 till sin död gift med Hedvig Nordström och fick med henne sex barn. Makarna Holmström är begravda på Tottarps kyrkogård.

## Bilder

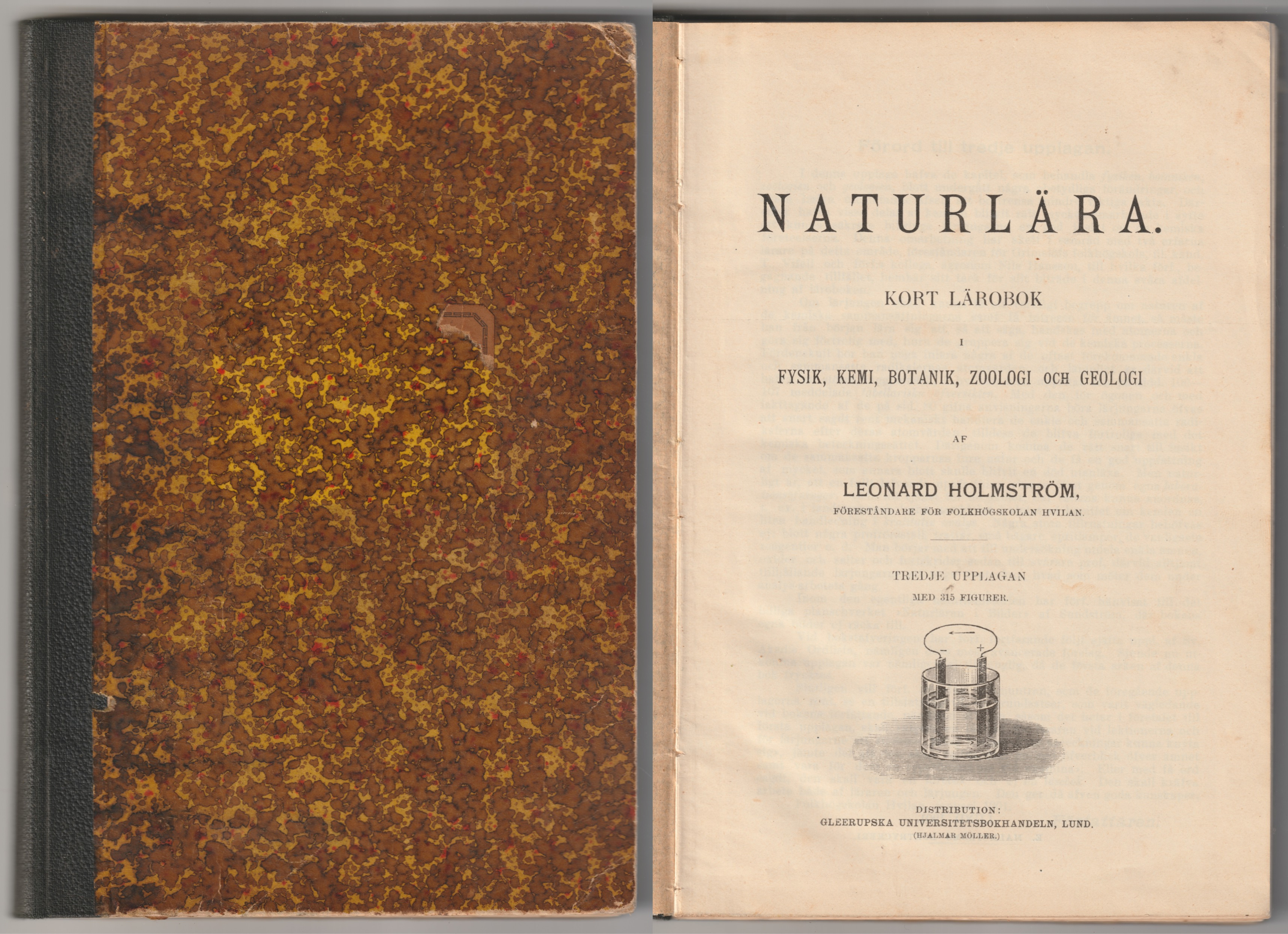
Tredje upplagan av Holmströms lärobok Naturlära (1901)